# Radegast (pivo)
Radegast je značka českého piva, kterou ve slezské obci Nošovice v okresu Frýdek-Místek vyrábí pivovar Radegast spolu s dalšími značkami společnosti Plzeňský Prazdroj, a.s..

## Historie
Výstavba pivovaru v Nošovicích začala v roce 1966, kdy byl položen jeho základní kámen. První várka piva byla uvařena 3. prosince 1970. V roce 1990 proběhla privatizace pivovaru a vznikla tak společnost Pivovar Radegast a.s. Od roku 1999 je pivovar Radegast součástí pivovarské skupiny Plzeňský Prazdroj, a.s.. V březnu roku 2017 byla skupina převzata japonskou pivovarskou společností Asahi Group Holdings Ltd, 16. největší pivovarnickou společností na světě. Převzetí japonskou společností bylo podmíněno Evropskou komisí z důvodu převzetí skupiny SABMiller skupinou AB Inbev. Do pivovaru Radegast byla později zavedena železniční vlečka z vlakového nádraží Dobrá u Frýdku-Místku na trati 322.

## Druhy piva značky Radegast

### Alkoholická piva
| Název           | Alkohol | Stupňovitost | Typ                       | IBU | Poznámka         |
| --------------- | ------- | ------------ | ------------------------- | --- | ---------------- |
| Rázná 10        | 4,1 %   | 10,25        | světlé výčepní            | 30  |                  |
| Ryze hořká 12   | 5,1 %   | 12,25        | světlý ležák              | 36  |                  |
| Nefiltrovaná 12 | 5,1 %   | 12,30        | nefiltrovaný světlý ležák | 36  |                  |
| Temně hořká 12  | 5,2 %   | 12,30        | polotmavý ležák           | 42  |                  |
| Extra hořká 15  | 6,5 %   | 15,30        | silné pivo                | 42  |                  |
| Ratar           | 4,3 %   | 10,50        | světlé výčepní            | 50  | nejhořčejší pivo |
| Rog             | 4,6 %   | 10,70        | India Pale Ale            | 50  | novinka 2021     |

- IBU = jednotky hořkosti
- Kult / Rog – avizovaná novinka, představena bude počátkem roku 2021. Název bude zvolen v anketě na Facebooku.[2]

### Nealkoholická piva
- Birell (0,5 % vol.) — světlé nealkoholické pivo
- Birell Polotmavý (0,5 % vol.) — polotmavé nealkoholické pivo
- Birell Zelený ječmen (0,5 % vol.) — ochucené nealkoholické pivo
- Birell Pomelo & Grep (0,3 % vol.) — ochucené nealkoholické pivo
- Birell Botanicals (0,3 % vol.) — ochucené nealkoholické pivo (Jablko, Zelený čaj a Bezový květ)
- Birell Bezlepkový (obsah Gliadinu do 20 mg/l)

## Ocenění
V soutěži znalců piva v roce 1996 získalo první místo.

## Galerie

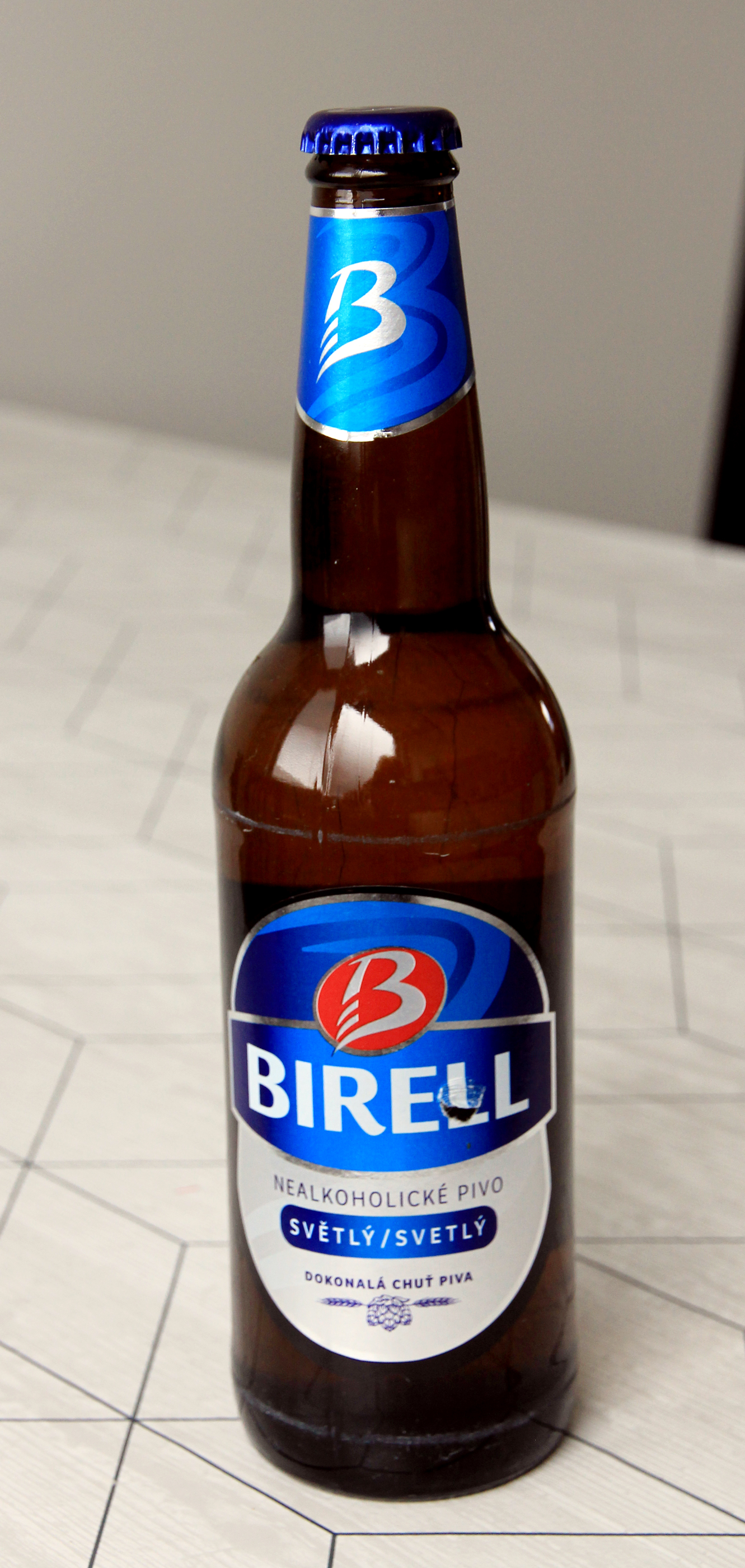
Birell
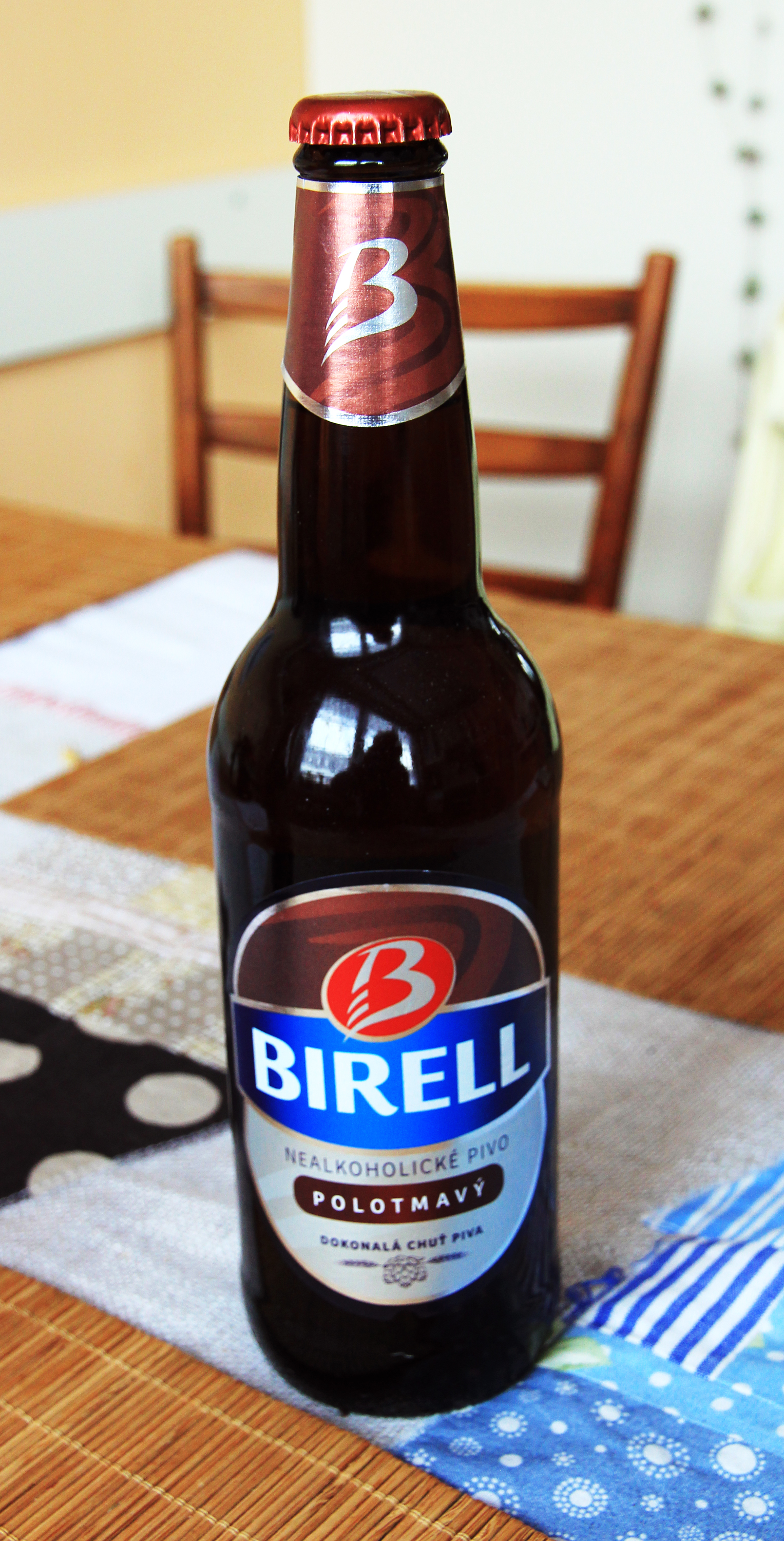
Birell polotmavý
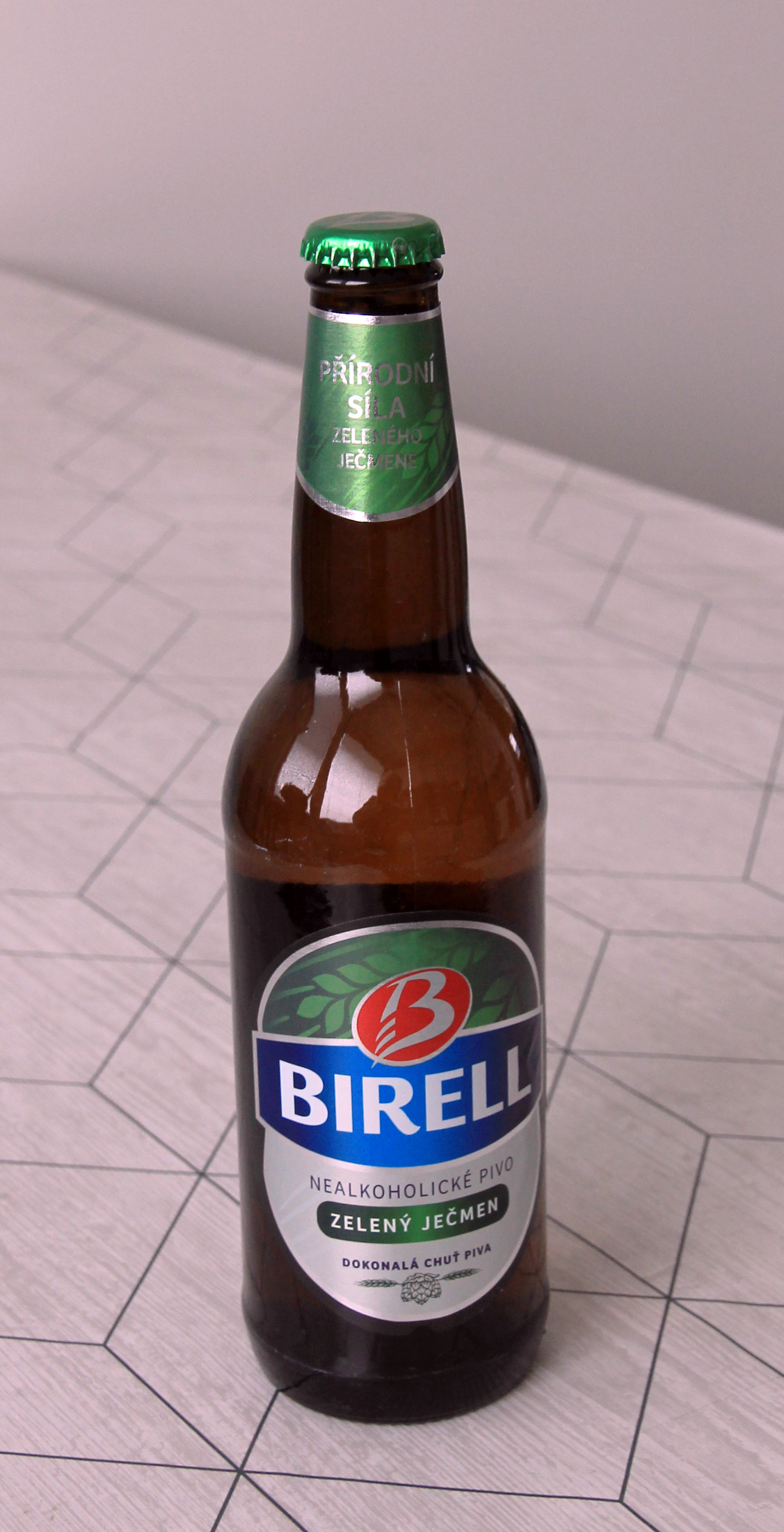
Birell zelený ječmen
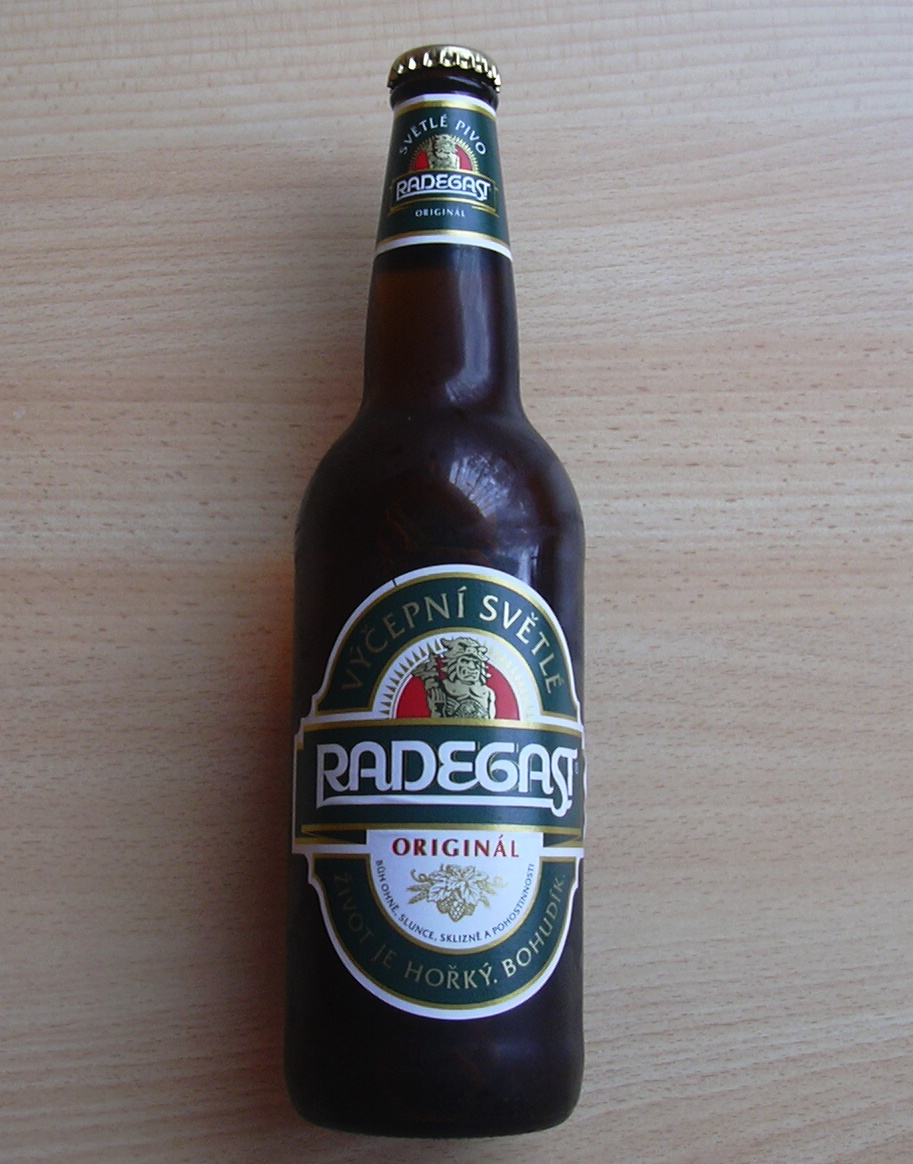
Radegast výčepní světlé
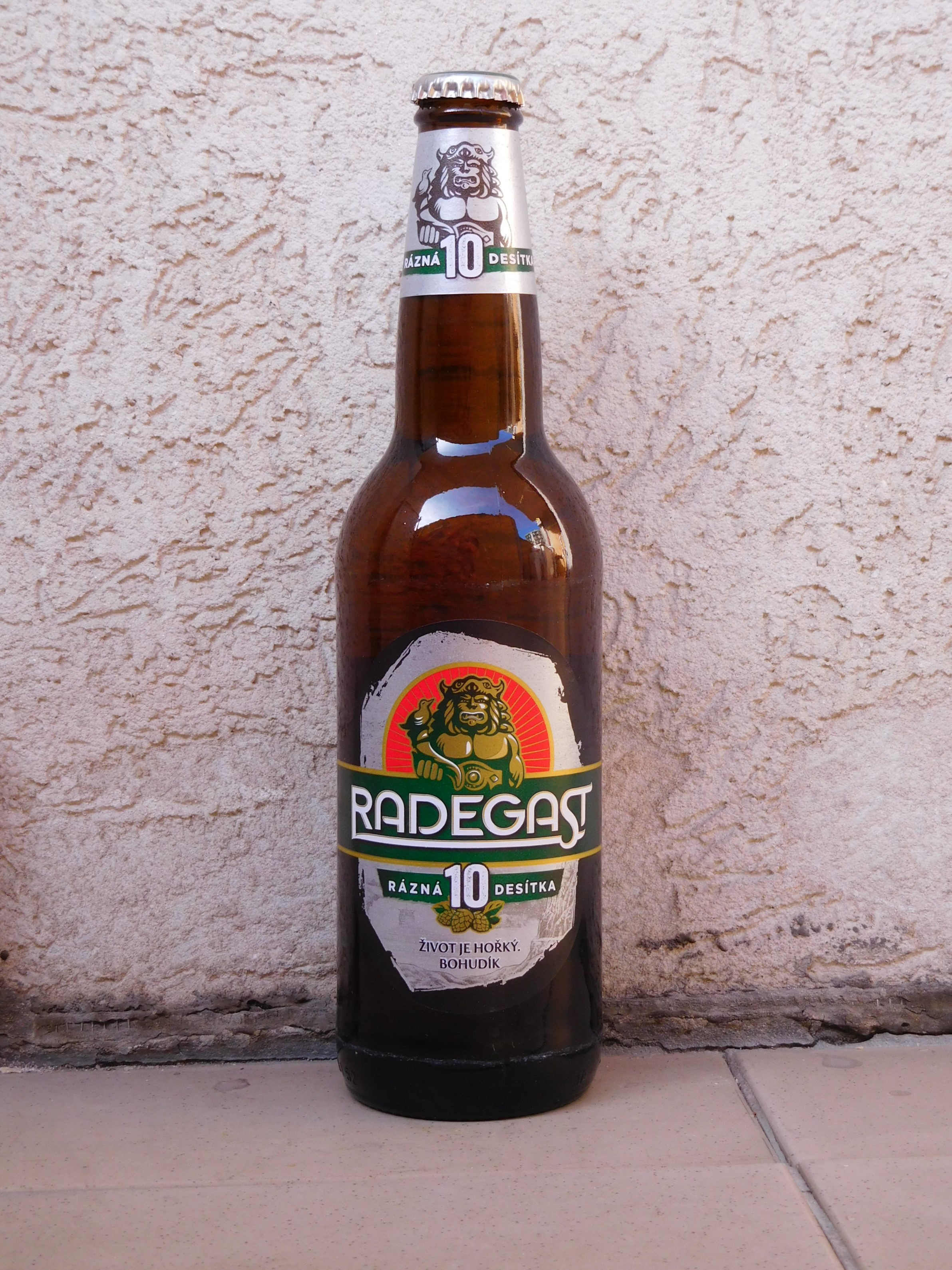
Radegast rázná desítka
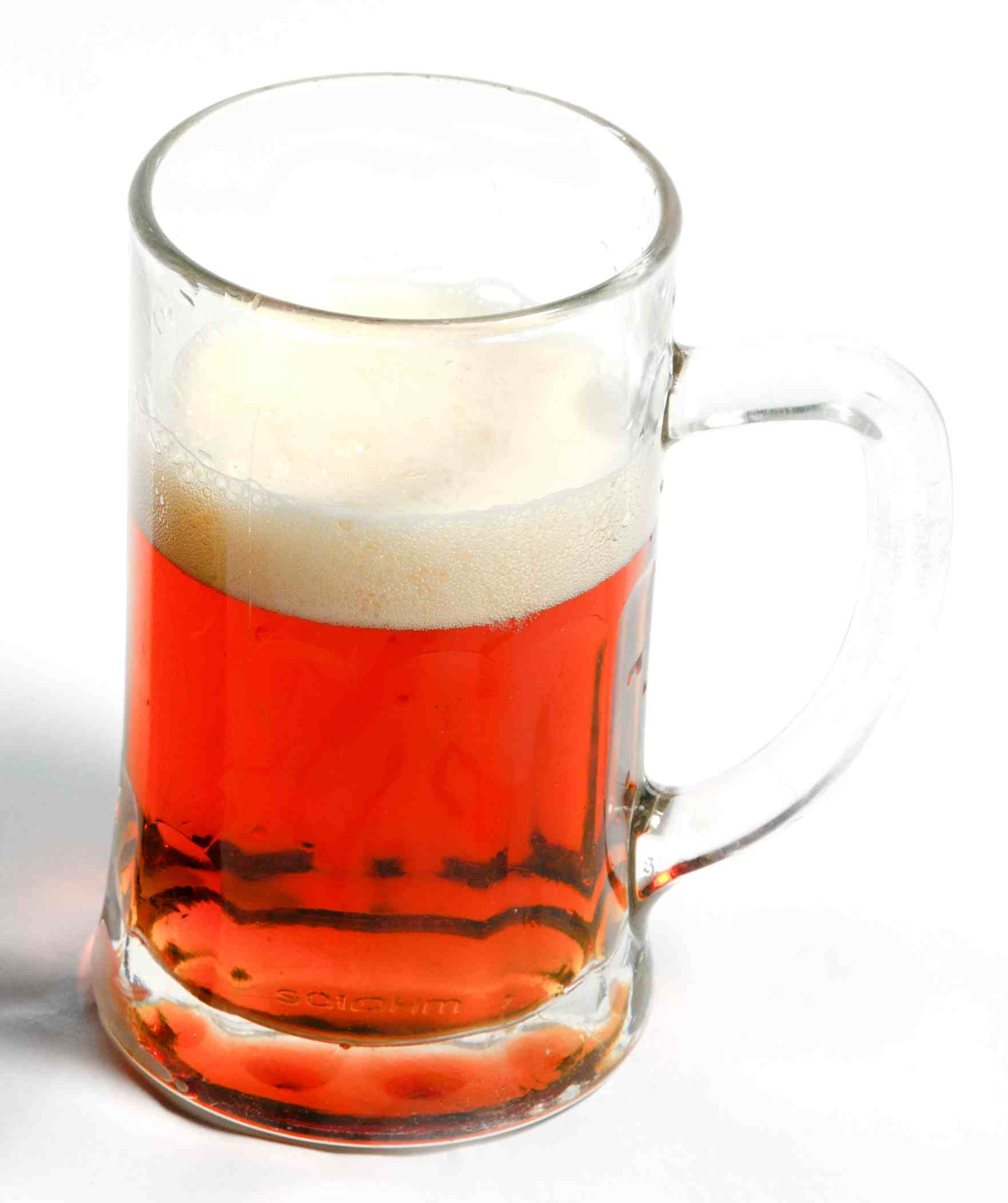
Radegast Temně hořký
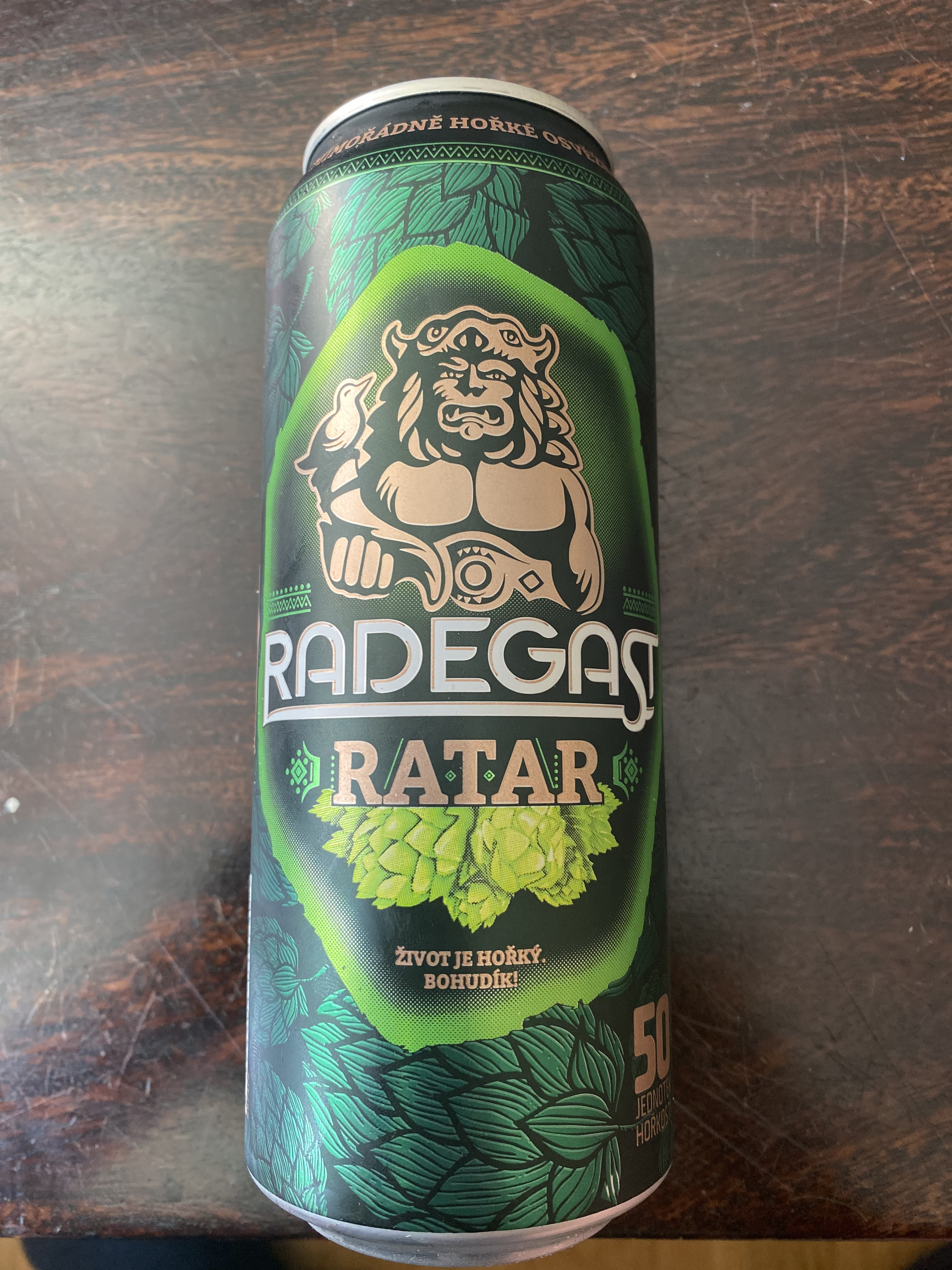
Radegast Ratar, světlý ležák plech